# Митяев, Иван Михайлович
Иван Михайлович Митяев (01.09.1930 — 22.10. 2010) — бригадир комплексной бригады строительно-монтажного управления № 4 треста «Курскрудстрой» Министерства строительства предприятий тяжелой индустрии СССР, Герой Социалистического Труда (1978).

## Биография
Уроженец с. Ново-Покровское Богородицкого района Московской области. Окончил семилетку в родном селе и ремесленное училище в г. Болохово. Работал на деревообрабатывающем комбинате столяром, служил в ВМФ (на Севере).
В 1962—1968 годах работал в г. Качканар Свердловской области на строительстве КГОКа.
С 1968 года жил и работал в Железногорске. В 1968—1983 бригадир интернациональной (советско-болгарской) комплексной бригады в тресте «Курскрудстрой» на строительстве ГОКа и других объектов.
С 1983 года мастер производственного обучения СГПТУ-18.
Награждён двумя орденами Ленина (1971, 1978) и медалями.